# Francisco Villa Fraccionamiento
Francisco Villa Fraccionamiento är en ort i Mexiko.   Den ligger i kommunen San Miguel de Allende och delstaten Guanajuato, i den centrala delen av landet, 240 km nordväst om huvudstaden Mexico City. Francisco Villa Fraccionamiento ligger 1 958 meter över havet och antalet invånare är 665.
Terrängen runt Francisco Villa Fraccionamiento är varierad, och sluttar västerut. Runt Francisco Villa Fraccionamiento är det ganska tätbefolkat, med 96 invånare per kvadratkilometer. Närmaste större samhälle är San Miguel de Allende, 2,8 km söder om Francisco Villa Fraccionamiento. Trakten runt Francisco Villa Fraccionamiento består i huvudsak av gräsmarker.